# X.com
X.com — онлайн-банк, співзасновником якого були Ілон Маск, Гарріс Фрікер, Крістофер Пейн та Ед Го в 1999 році в Пало-Альто в Каліфорнія. У 2000 році X.com об'єдналася з конкурентом Confinity Inc., програмною компанією, також розташованою в Пало-Альто. Ілон Маск зацікавився Confinity через його просту платіжну систему. Об'єднана компанія змінила назву на PayPal. Пізніше eBay купив PayPal за 1,5 мільярда доларів США в 2002 році. У 2015 році PayPal відокремилася і стала незалежною компанією.

## Бізнес-модель
X.com був першим онлайн-банком, і депозити були застраховані FDIC. Спочатку компанію фінансували Ілон Маск та Грег Курі, які потім фінансували пізніші підприємства Маска: Tesla та SpaceX.
Клієнтам не нараховувалися комісії чи штрафи за овердрафт. Нові реферали отримували грошову картку з балансом у 20 доларів США та картку на 10 доларів США за кожну нову реєстрацію. Ці особливості були унікальними для свого часу. Наприклад, клієнти можуть надсилати гроші іншій особі, ввівши свою електронну адресу на X.com. Крім того, клієнти могли відкривати обліковий запис виключно за допомогою онлайн-реєстрації без необхідності надсилати чек поштою.

## Історія
Протягом 1990-х років Ілон Маск планував створит онлайн-банк із повним набором послуг, який надавав чекові та ощадні рахунки, брокерські послуги та страхування.  У 1999 році в інтерв'ю CBS MarketWatch Маск прокоментував: «Я думаю, що зараз ми перебуваємо на третьому етапі, коли люди готові використовувати Інтернет як своє основне сховище фінансів».
У січні 1999 року Ілон Маск офіційно повідомив про план створити онлайн-банк під час продажу своєї компанії Zip2. Через місяць після того, як Zip2 був придбаний компанією Compaq, Маск інвестував близько 12 мільйонів доларів у заснування X.com у березні 1999 року разом із Гаррісом Фрікером, Крістофером Пейном та Едом Го.   Фрікер працював з Маском, коли той був стажистом у Банку Нової Шотландії, Пейн був другом Фрікера, а Го працював інженером у Silicon Graphics і керівником Zip2.  Спочатку компанією керували з будинку, а потім переїхали в офіс у Пало-Альто, Каліфорнія.  Через конфлікт щодо того, як керувати компанією, Маск звільнив Фрікера через п'ять місяців після запуску x.com, а два інші співзасновники, Пейн і Го, самі пішли з компанії.  
X.com був офіційно запущений 7 грудня 1999 року, коли колишній генеральний директор Intuit Білл Гарріс став першим генеральним директором у новій компанії Маска. Протягом двох місяців X.com залучив понад 200 000 реєстрацій нових клієнтів. 
У березні 2000 року X.com об'єдналася з Confinity, своїм найзапеклішим конкурентом, і нова компанія отримала назву X.com. Маск став її найбільшим акціонером і був призначений генеральним директором. Розроблений у 1998 році продукт Confinity PayPal дозволив користувачам PalmPilots надсилати гроші один одному через його інфрачервоні порти.   Згодом PayPal розробили, щоб дозволити користувачам надсилати гроші за допомогою електронної пошти та Інтернету. 
У вересні 2000 року, коли Ілон Маск був у весільній подорожі по Австралії, рада директорів X.com проголосувала за зміну генерального директора з Маска на Пітера Тіля, співзасновника Confinity. У червні 2001 року X.com було перейменовано на PayPal. 
3 жовтня 2002 року eBay придбала PayPal за 1,5 мільярда доларів США.
У липні 2015 року PayPal було виділено, щоб стати незалежною публічною компанією.

## Повторне використання доменного імені
5 липня 2017 року Маск викупив доменне ім'я X.com у PayPal. Пізніше він пояснив, що придбав веб-сайт, тому що «він має велику сентиментальну цінність».
14 липня 2017 року X.com було знову запущено у вигляді порожньої білої сторінки з одним «x» у верхньому лівому куті та спеціальної сторінки помилки, яка відображає «y». Сайт відображався таким чином через те, що у вихідному коді не було нічого, крім однієї літери «x». У грудні 2017 року X.com перенаправляв відвідувачів на веб-сайт компанії The Boring Company, який також належить Маску. Це було зроблено для реклами розпродажу капелюхів.
4 жовтня 2022 року Ілон Маск описав своє придбанняTwitter як «прискорювач створення X, програми для всього», пов'язаної з X.com. У розмові з Роном Бароном через місяць Маск сказав, що він виконає план продукту X «з деякими вдосконаленнями», які зроблять Twitter «найціннішою фінансовою установою у світі».
22 липня 2023 року Маск оголосив про ребрендинг загальновизнаної соціальної мережі Twitter на X і запровадження платформи соціальних мереж під назвою X.com, згодом зробивши перенаправлення X.com на Twitter.com. Традиційне зображення синього птаха було ребрендинговано логотипом X на всіх сторінках сайту. Обліковий запис Ілона Маска в Twitter, а також зображення профілю офіційного облікового запису @Twitter серед інших офіційних облікових записів, що належать Twitter, оновлено на новий логотип X. Конкретні подробиці ребрендингу залишаються невідомими..